# Lower Kinnerton
Lower Kinnerton – osada w Anglii, w hrabstwie ceremonialnym Cheshire, w dystrykcie (unitary authority) Cheshire West and Chester. Leży 9 km na południowy zachód od miasta Chester i 267 km na północny zachód od Londynu. W 2001 miejscowość liczyła 119 mieszkańców.